# Oqil Oqilov
Oqil Gaibulloevich Oqilov (Russo:Оқил Ғайбуллоевич Оқилов; 2 de Dezembro de 1944, Khujand, RSS Tajique) é um político tajique foi primeiro ministro do Tajiquistão de 1999 a 2013.

## Vida Política
Oqil Gaibulloevich Oqilov nasceu em 2 de fevereiro de 1944 na cidade de Khujand. Em 1967 ele se formou no Instituto de Engenharia Civil de Moscou com um diploma em engenharia civil e em 1980 na Academia de Ciências Sociais do Comitê Central do PCUS.
Ele começou sua carreira como capataz no departamento de construção do Leninabad Construction Trust e, em 1969-1976, trabalhou como engenheiro-chefe, chefe do Departamento de Habitação e Serviços Comunais de Leninabad, chefe do departamento de construção do Leninabad Housing Trust do Ministério da Construção.
Em 1976 foi convidado a trabalhar no Comitê Central do Partido Comunista do Tadjiquistão e até 1993 trabalhou como instrutor, deputado e chefe do departamento do Comitê Central.
De 1993 a 1999 ele atuou como Ministro da Construção, Vice-Primeiro Ministro da República do Tajiquistão, Primeiro Vice-Presidente da região de Leninabad.
De 1999 a 2013, ele atuou como primeiro-ministro da República do Tajiquistão. Ele agora está aposentado.